# Мешулах
Мешулах (ивр. משולח‎, также ШАДАР (от ивр. שָׁלִיחַ דְרַבָּנָן‎ — посланник наших учителей) — посылаемые из Эрец-Исраэль в общины галута евреи для сбора средств для еврейского населения Палестине (старый ишув). Средства распределялись через систему халукка.
Институт посыльных возник в древности, он способствовал связям еврейских общин Израиля с культурной жизнью евреев во всем мире.
В разных формах сбор средств для еврейской общины существовал после падения второго Храма, во времена синедриона под предводительством Гамилеля II.
Первые из шадаров (как особая должность) отправились за границу в середине XIV, в дни кризиса общины, связанного с необходимостью одноразово собрать большую сумму денег. Начиная с
конца того же века, шадары направлялись для сбора средств регулярно, вне зависимости от каких-либо особых событий.